# Благородный олень
Благоро́дный оле́нь или настоя́щий оле́нь, европейский благородный олень (лат. Cervus elaphus), — парнокопытное млекопитающее из семейства оленевых. Благородный олень обитает в большей части Европы, на Кавказе, в Малой Азии, Иране, в некоторых частях Западной и Центральной Азии. Он также обитает в регионе Атласских гор между Марокко и Тунисом на северо-западе Африки, являясь единственным видом оленей, обитающих в Африке. Благородные олени были завезены в другие районы, включая Австралию, Новую Зеландию, США, Канаду, Перу, Уругвай, Чили и Аргентину. Во многих частях мира мясо оленя используется в качестве еды.
Благородные олени — это жвачные животные, для которых характерен четырёхкамерный желудок. Генетические данные указывают на то, что благородный олень традиционно определяется как комплекс видов, а не как отдельный вид, хотя остается спорным, сколько именно видов включает в себя этот комплекс. Близкородственный и немного более крупный американский олень или вапити, обитающий в Северной Америке и восточных частях Азии, считался подвидом благородного оленя, но в последнее время[когда?]

 он был выделен в отдельный вид. Вероятно, предок всех благородных оленей, включая вапити, происходил из Центральной Азии и напоминал пятнистых оленей.
Хотя в своё время благородные олени были редкостью в некоторых частях Европы, они никогда не были близки к вымиранию. Усилия по реинтродукции и сохранению в таких странах как в Великобритания и Португалия, привели к увеличению популяции оленей, в то время как в других районах, таких как Северная Африка, продолжал наблюдаться спад численности.

## Внешний вид
В целом благородный олень — крупное животное типичного для оленьих облика. У самцов длина тела 2,12-2,55 м и высота 1,37-1,68 м в холке, а у самок (олених, оленух) — соответственно 1,73-2,27 м и 1,2-1,42 м. Масса самцов — 117—416 кг, а самок — 100—182 кг. Телосложение благородного оленя стройное. Крестец находится примерно на одном уровне с холкой. Хвост — 10-18 см в длину. На длинной и массивной шее располагается голова вытянутой формы, длина черепа достигает 33-49 см. Уши большие относительно головы: длина ушной раковины 17—24 см.
Рога располагаются на верхней плоскости черепа несколько под углом. Как правило, у рогов не менее пяти отростков: два из них — надглазничные, они не длиннее остальных и обычно отходят от главного ствола у его основания. В верхней трети рогов отростки могут образовывать «крону», в случае если конечные отростки расходятся в разные стороны.
Окрас у взрослых животных чаще всего однотонный, летом он более яркий — от коричневого с сероватым или рыжеватым оттенком до ярко-рыжего. Зимой же общий тон окраса — сероватый или песчано-серый. Голова несколько светлее туловища. Брюхо, нижняя сторона шеи и конечности у одних групп темнее туловища, а у других — светлее. Вокруг глаз — кольцо белого цвета, также белыми являются края губ и подбородок. У уголков рта рядом с нижней губой есть небольшие тёмные пятнышки (которых нет у лани и пятнистого оленя). Особенностью окраса, как и в случае с другими оленями, является «зеркало» — светлое пятно на бёдрах, доходящее от хвоста. Его цвет у благородных оленей от белого до буровато-рыжего. Зимой «зеркало» несколько меньше, с размытыми границами. Хвост окрашен либо в тон зеркале, либо несколько темнее.
Размеры сильно различаются в зависимости от конкретного подвида. Например небольшой бухарский олень весит менее 100 кг и имеет длину тела 175—190 см. Небольшие и благородные олени средиземноморских островов — Сардинии и Корсики: высота в холке достигает около 87 см, а вес — 80 кг. Могут отличаться подвиды и формой рогов. Например, европейский олень имеет большое количество отростков, а маралы не имеют кроны, зато сам рог очень массивен и даёт 6—7 отростков, у бухарского оленя и других подвидов из Центральной Азии рога относительно простые, обычно с 5 отростками и поставлены более или менее прямо.

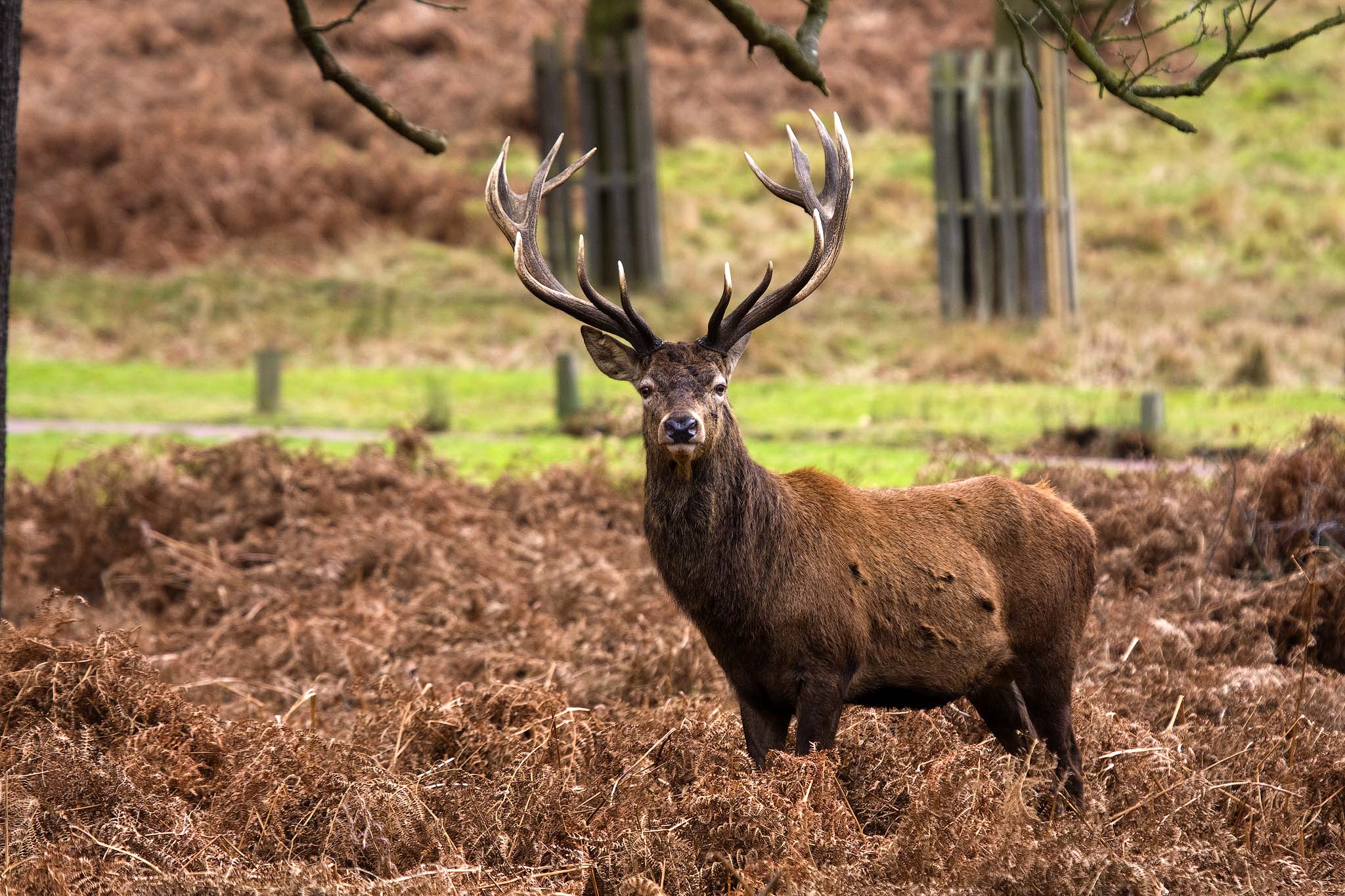
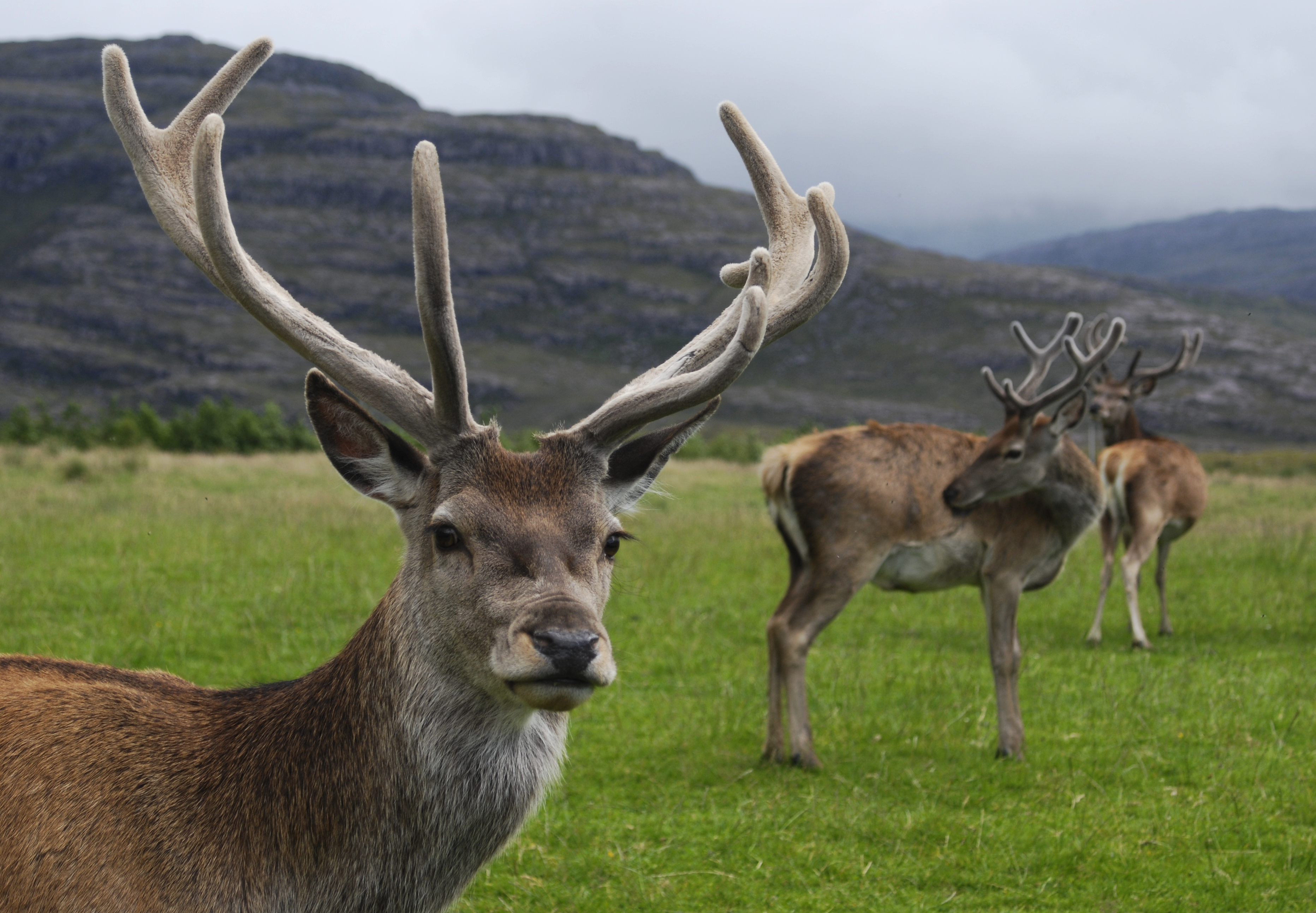
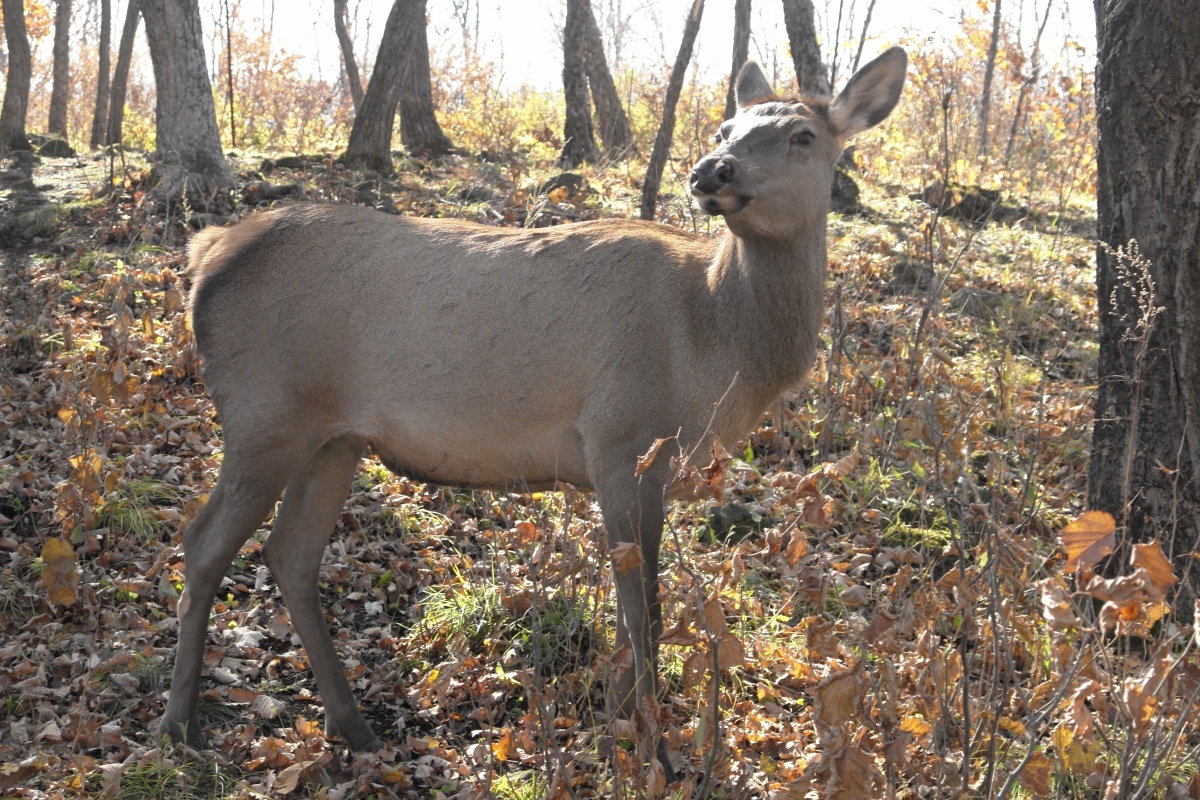
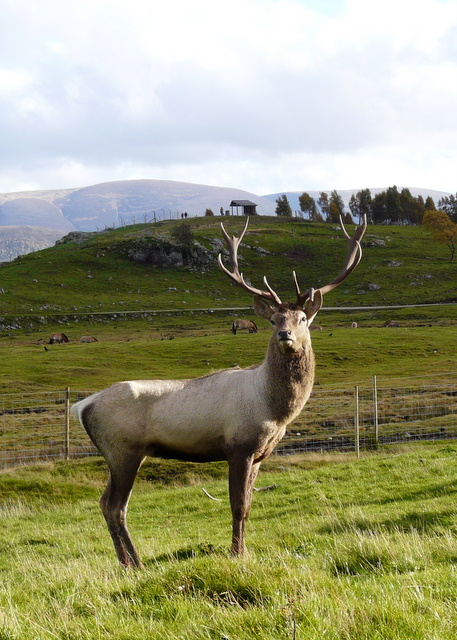
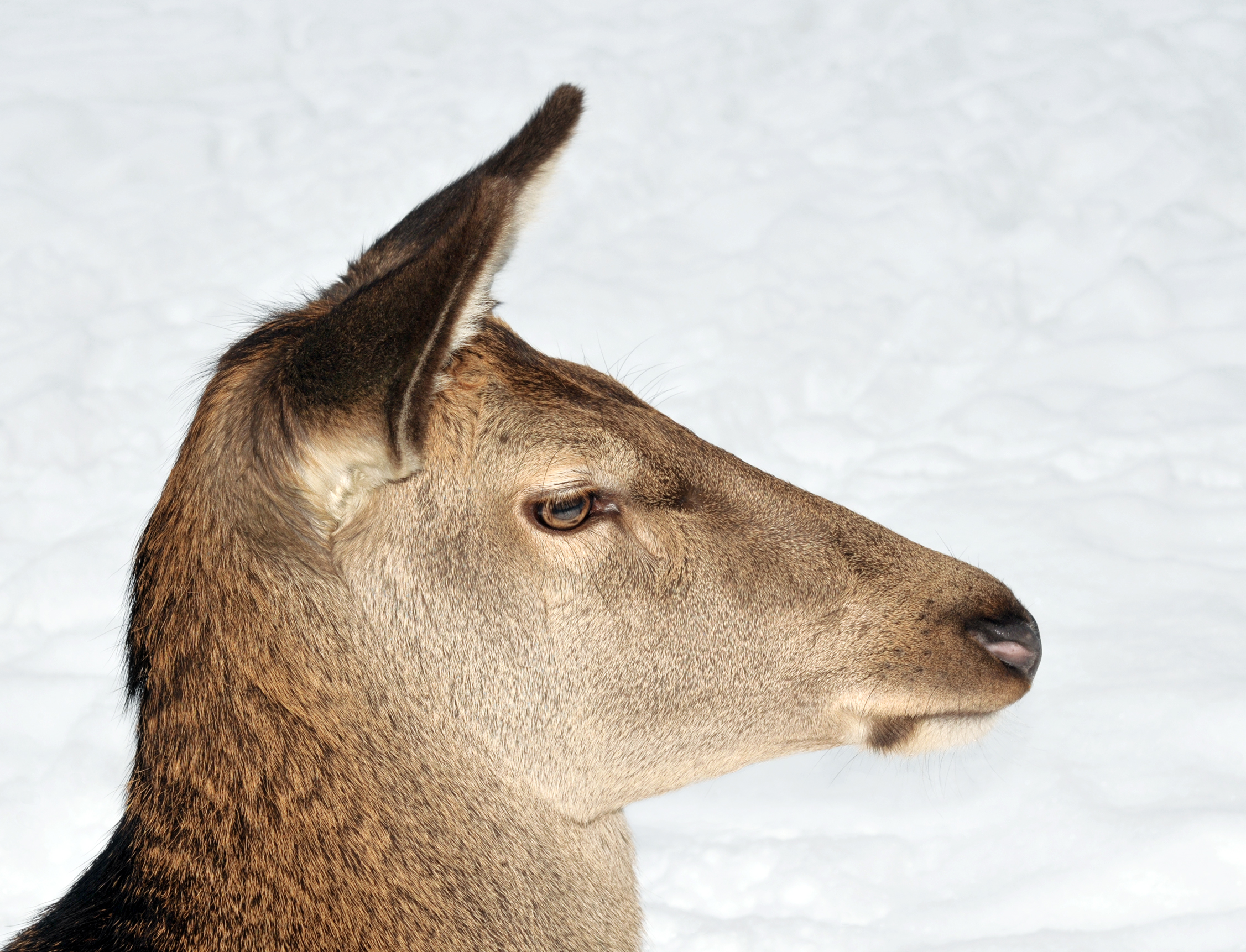

## Генотип, эволюционная история
В генотипе благородного оленя 68 хромосом и столько же плеч аутосом.
Предковым видом как и благородного оленя, так и вапити является ископаемый вид Cervus acoronatus Beninde, 1937, известный по находкам из Центральной Европы, датируемыми средним плейстоценом.
На территории европейской части России ископаемые остатки благородного оленя редки, чаще они встречаются на палеолитических стоянках в Крыму и на Кавказе.

## Распространение

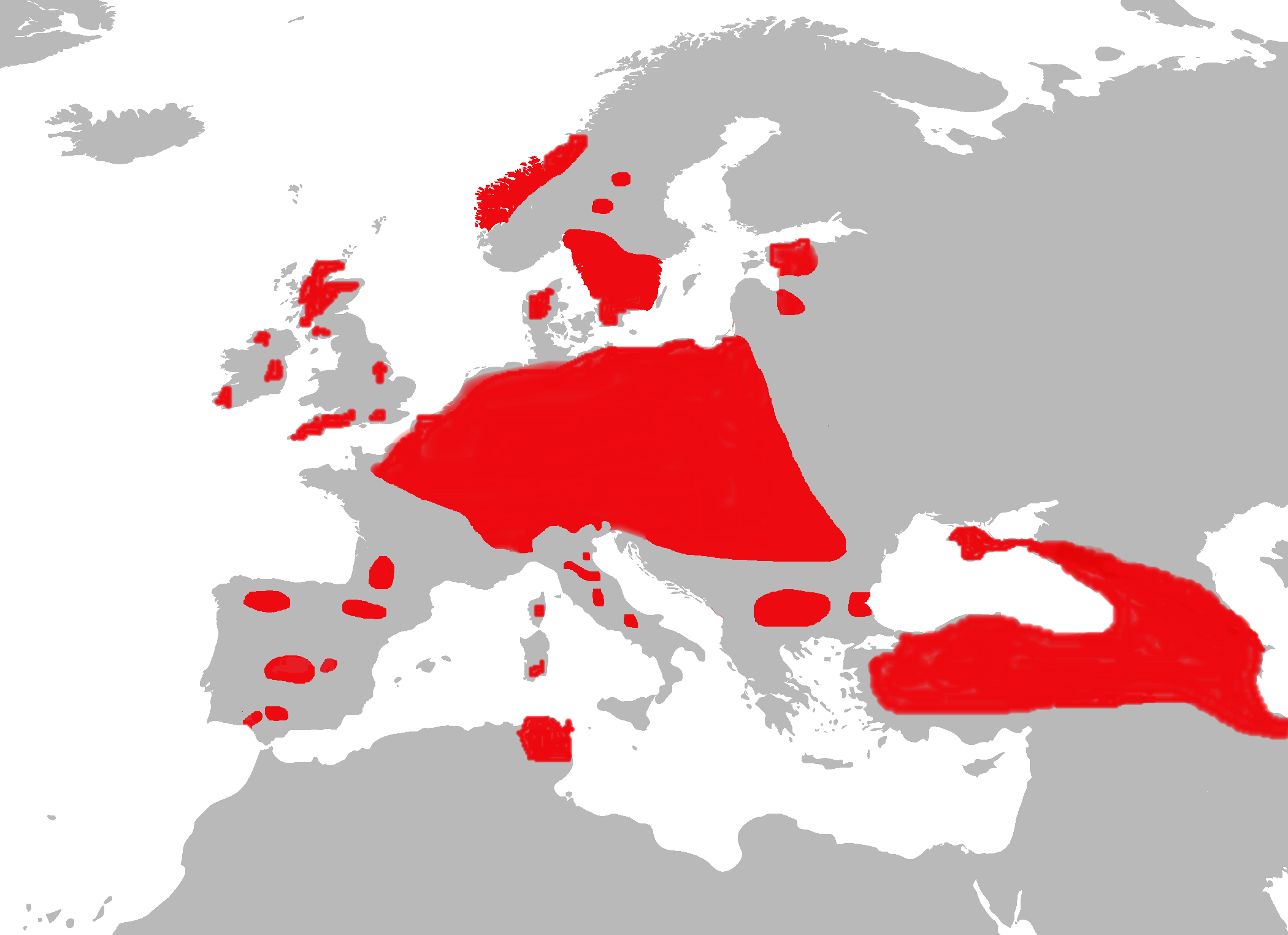
Ареал благородного оленя в Европе и в пограничных с ней территориях

Благородный олень обитает во многих районах мира. Ареал достаточно велик: благородный олень обитает по всей территории Западной Европы (включая Британские острова, Корсику и Сардинию) на север до южной Скандинавии, в Восточной Европе (к югу от Санкт-Петербурга и Москвы), в Северной Африке (Алжире, Марокко, Тунис), Иране, Афганистане, Центральной Азии (кроме пустынных областей), Монголии, Тибете и на юго-востоке Китая. В Северную Африку благородный олень проник в позднем плейстоцене. В результате деятельности человека ареал в Восточной Европе сильно проредился и вместо постоянного ареала присутствуют лишь отдельные очаги популяции этого животного. Завезён в Австралию и Новую Зеландию, Аргентину и Чили. Там благородный олень акклиматизировался и отлично себя чувствует.
На территории бывшего Советского Союза это животное встречается в Прибалтике (включая остров Сааремаа в Эстонии), Западной Беларуси, Западной Украине (главным образом в Карпатах), на Кургальском полуострове на западе Ленинградской области (Кингисеппский район), в Крыму, на Кавказе (в низовьях Терека и Сулака, был реинтродуцирован в Ставрополье из Кавказского заповедника) и в Закавказье. Кроме того, олень распространен на многих хребтах Тянь-Шаня и в пойменных лесах (тугаях) бассейна Амударьи. Невыясненным вопросом остаётся распространение благородного оленя в Среднерусской лесостепи в прошлом. По одним сведениям, он никогда не обитал в рассматриваемом регионе и был акклиматизирован в конце XIX века, по другим — его ареал включал данную территорию, но был здесь полностью истреблён уже к середине XVIII столетия. В средней полосе России на данный момент ареал благородного оленя доходит на севере до верховьев Северной Двины, северного Подмосковья, устья Оки и далее по левому берегу Волги на Самару. На юге ареал доходит до окрестностей Волгограда и Оренбургской областей, низовьев Дона, Северского Донца и Курщины. В настоящее время благородные олени многочисленны в Воронежском и Хопёрском заповеднике, встречаются в других лесах Липецкой, Белгородской и Воронежской областей. Из Воронежского заповедника благородный олень реинтродуцировался в Ленинградскую, Московскую, Орловскую и Владимирскую области. В 2017 году этот подвид выпущен в природу в Татарстане. В Тамбовской области истреблены в 1990-х годах.

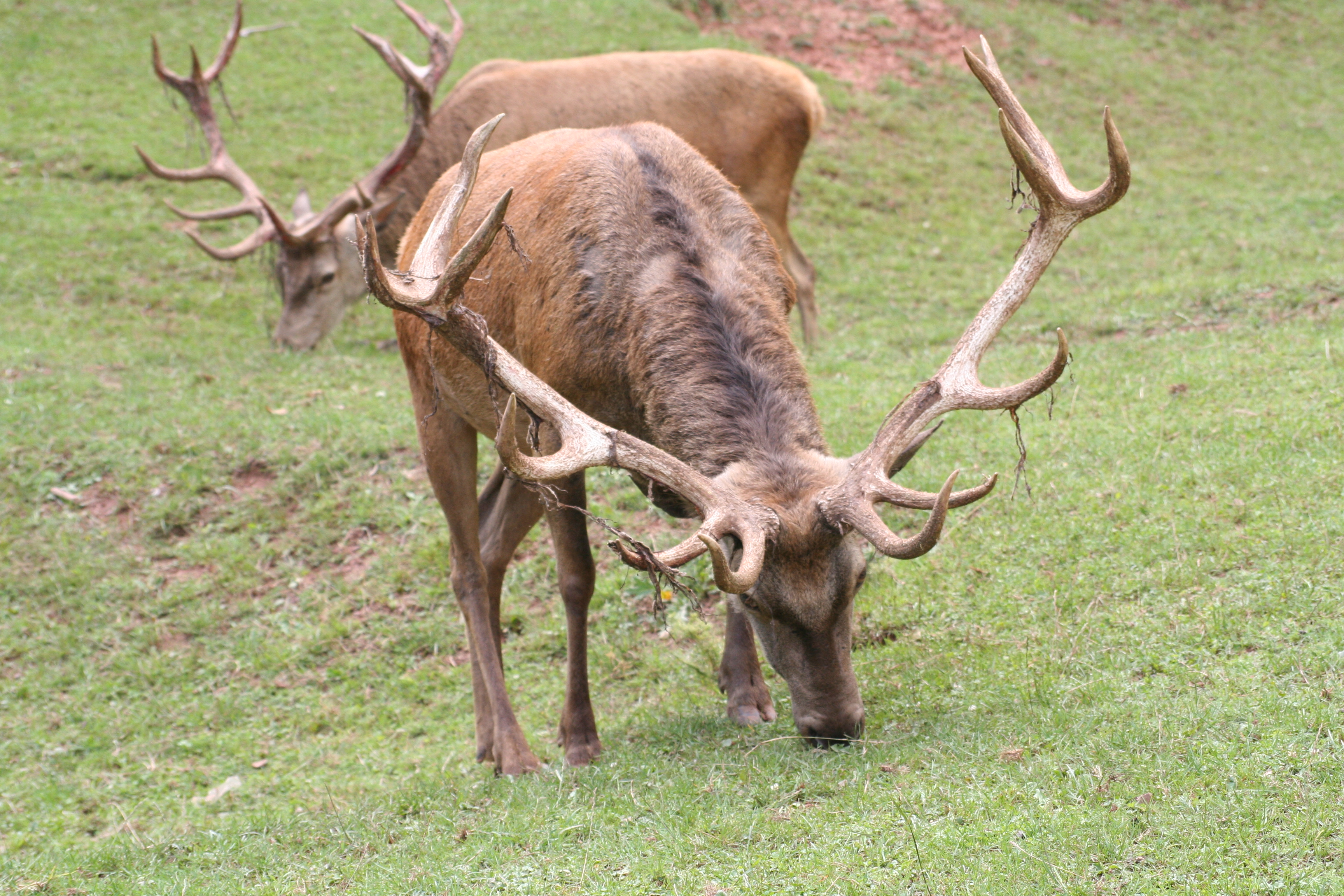
Пасущийся благородный олень

Благородный олень предпочитает широколиственные, субтропические и таёжные леса, берега рек и горные альпийские луга. Бухарский олень предпочитает берега рек, заросли тополей и различных кустарников.
Высокая численность благородных оленей сформировалась на обширных лесных территориях в окрестностях Чернобыля, причиной этого стало отсутствие людей и обильные кормовые ресурсы.
Благородный олень занимает территорию, по размерам зависящую от того, насколько много корма на ней. Чем больше пищи, тем меньше могут быть размеры участка обитания. Животные метят свои участки, и особи из другого стада уже не пересекают границ, а если и попадают на территорию случайно, то сразу же изгоняются взрослыми особями, которые следят за тем, чтобы территория их обитания была неприкосновенна. На 1000 га может жить и кормиться стадо из 4 оленей, а может и из 30 особей, в зависимости от кормовой возможности участка.
Олени, живущие в горах, ведут кочевой образ жизни, осенью спускаются в более низкие, малоснежные места гор, а с весны до осени поднимаются вверх, где пищи становится достаточно. Как только выпадает первый снег, к местам зимовок направляются самки с детёнышами, немного позже по стопам самок продвигаются самцы.
Благородные олени отлично плавают.

### Подвиды
Для благородного оленя характерна большая подвидовая изменчивость. Всего на данный момент насчитывается 28 подвидов, представители которых отличаются друг от друга размерами, весом, окраской и некоторыми другими признаками.

### Латинские названия ряда подвидов
- C. e. atlanticus
- C. e. bactrianus
- C. e. barbarus
- C. e. brauneri
- C. e. corsicanus
- C. e. elaphus
- C. e. hibernicus
- C. e. hippelaphus
- C. e. hispanicus
- C. e. italicus
- C. e. maral
- C. e. pannoniensis
- C. e. scoticus
- C. e. songaricus
- C. e. sibiricus (ныне C. canadensis sibiricus)
- C. e. xanthopygus (ныне C. canadensis xanthopygus)

## Питание

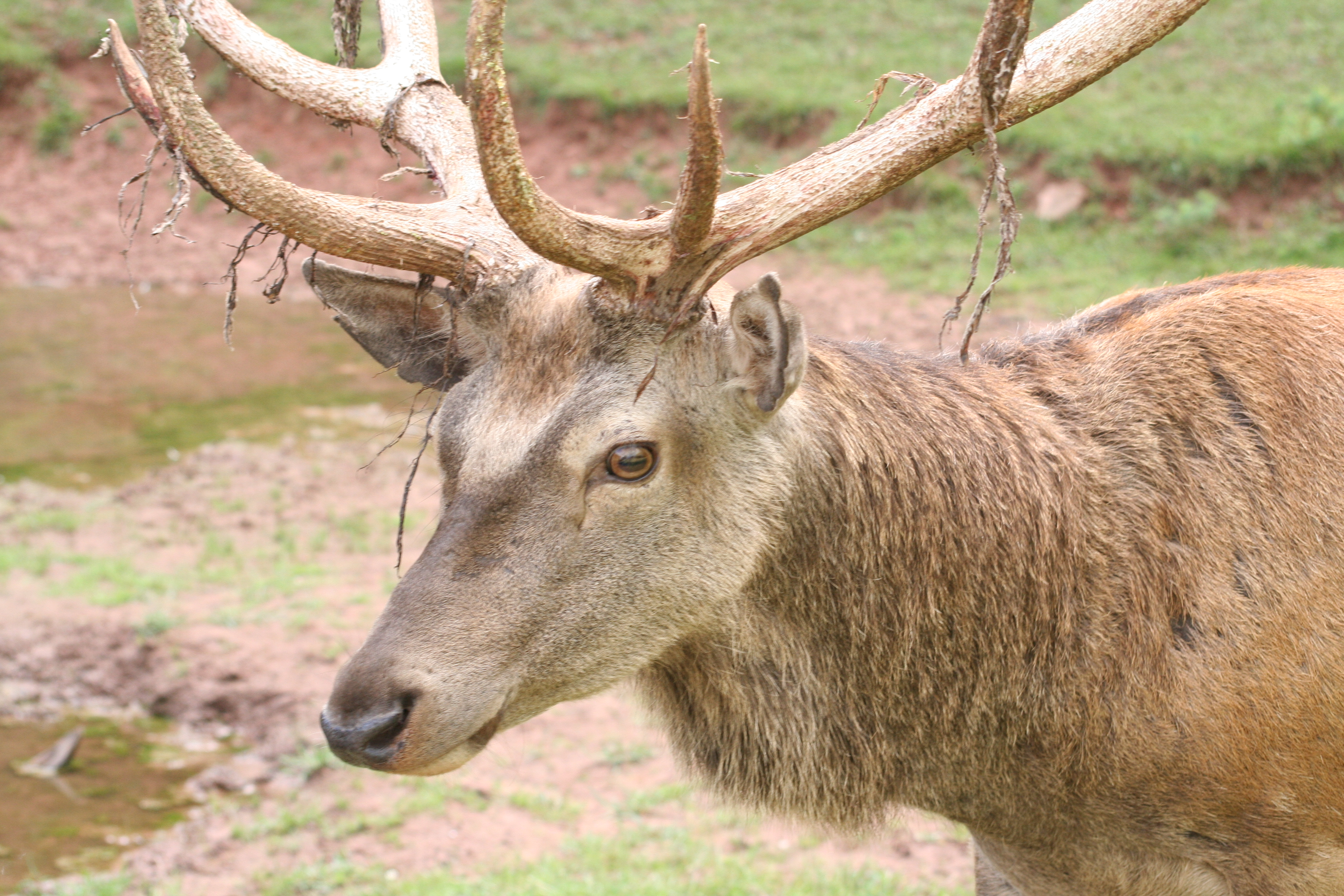
Морца самца крупным планом

Питается благородный олень самой разнообразной пищей. Основной едой этого животного является травянистая растительность, злаки, бобовые. Весной, после сложного для животных времени года — зимы, особое значение придаётся употреблению в пищу белковой растительности, для пополнения сил и получения полноценного витаминного корма. В зимний период времени, если снежный покров не очень велик, благородный олень пользуется возможностью добывать упавшие осенью листья с деревьев, различные стебли и кору кустарников. Употребляют также хвою сосны и ели. Большим подспорьем в зимний период времени для оленей являются жёлуди, которые животное добывает из-под снега. Также в пищу идут каштаны, всевозможные орехи, семена многих видов растений. Грибы, лишайники, плоды, ягоды — всё идет в пищу благородному оленю. Питание может меняться в зависимости от того, какой урожай был в предшествующий зиме год. В пищу благородные олени употребляют соль, добывая её на солонцах. Лижут соль, грызут землю, которая полна минеральными солями, пополняют недостаток минералов в организме, пользуясь минеральными источниками. В жару не пасутся, а лежат в тени, лишь утром и вечером выходя на пастбища. От зноя спасаются в реках, где могут проводить большее количество времени суток.
Бухарский олень выходит на пастбище ночью. Зимой, когда температура воздуха опускается достаточно низко, животные вынуждены питаться практически весь день, чтобы пополнить запас энергии.

## Гон

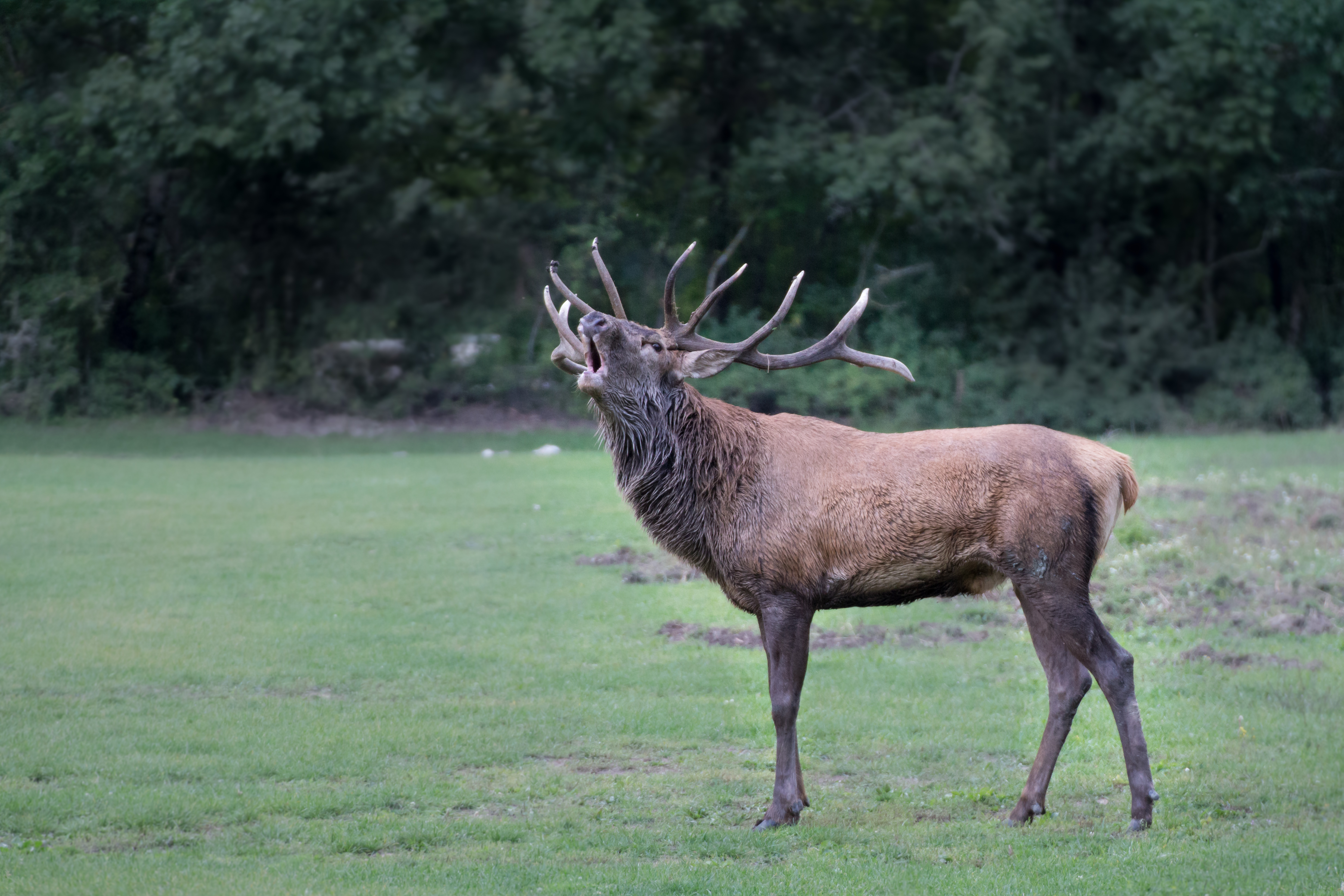
Ревущий самец во время гона

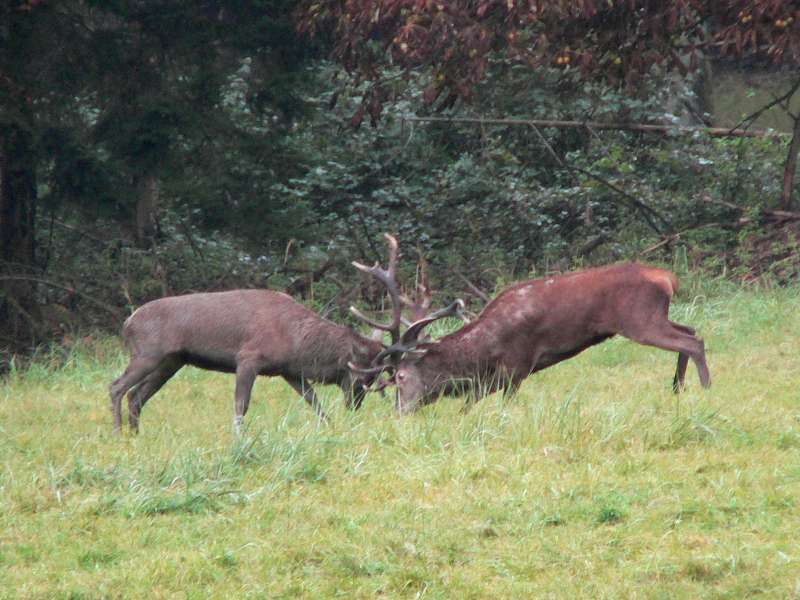
Соперники

Стадо благородных оленей состоит из 3—6 особей, иногда их количество возрастает. Стадо состоит из взрослой самки и её детёнышей за несколько предыдущих лет. Самцы большую часть года ходят поодиночке или небольшими группами.
Гон начинается в сентябре и идёт по ноябрь (в некоторых частях ареала с августа до половины октября). В этот период самцы организуют гаремы из определённого количества самок, чьё количество может быть от двух до двадцати.
Одной из самых важных черт периода гона у благородных оленей является рёв, издаваемый самцами. В самом его начале ранним утром самцы начинают подавать голос, сначала негромко, но через неделю или две ревут подолгу уже все самцы. Рёв оленей можно слышать около месяца, он разносится очень далеко, за несколько километров. Голос ревущего оленя различается в зависимости от подвида, он включает в себя самые различные звуки, от хриплых до низких и протяжных, напоминающих мычание. В целом у благородных оленей основные частоты рёва — низкие, олень издаёт серию из нескольких звуков, к концу «затухающих». Самое точное определение рёва благородных оленей — это «трубный голос», именно звук трубы ближе всего по звучанию голосу благородного оленя. Для сравнения, вапити во время гона издаёт одиночный высокочастотный рёв. Хотя бухарские благородные олени во время гона могут совмещать и высоко- и низкочастотные рёвы. Вид ревущего оленя — с закинутой на спину головой и раскидывающими землю копытами — отличается живописностью, и поэтому он нередко присутствует в художественных произведениях.
В период гона возможны поединки между самцами, благодаря которым животные устанавливают первенство. Первый этап — соперники-самцы ревут друг на друга, самцы, которые ревут дольше и глубже, — самые сильные. Эти ревущие поединки могут длиться несколько часов, это показатель того, насколько силен противник. Самцу нет смысла продолжать борьбу, если очевидно, что он слабее доминирующего животного. Если после первого этапа победитель не определился, тогда самцы будут сражаться рогами. Соперники сталкиваются рогами, пытаясь сбить с ног друг друга. Более слабые самцы быстро покидают поле боя. Поединки крайне редко заканчиваются трагически, хотя бывали случаи, когда самцы ломали рога, или так переплетались ими, что не могли самостоятельно расцепиться и просто умирали от голода.
Среди самцов встречаются безрогие особи — они не участвуют в поединках, а стараются незаметно попасть в чужой гарем.

## Размножение

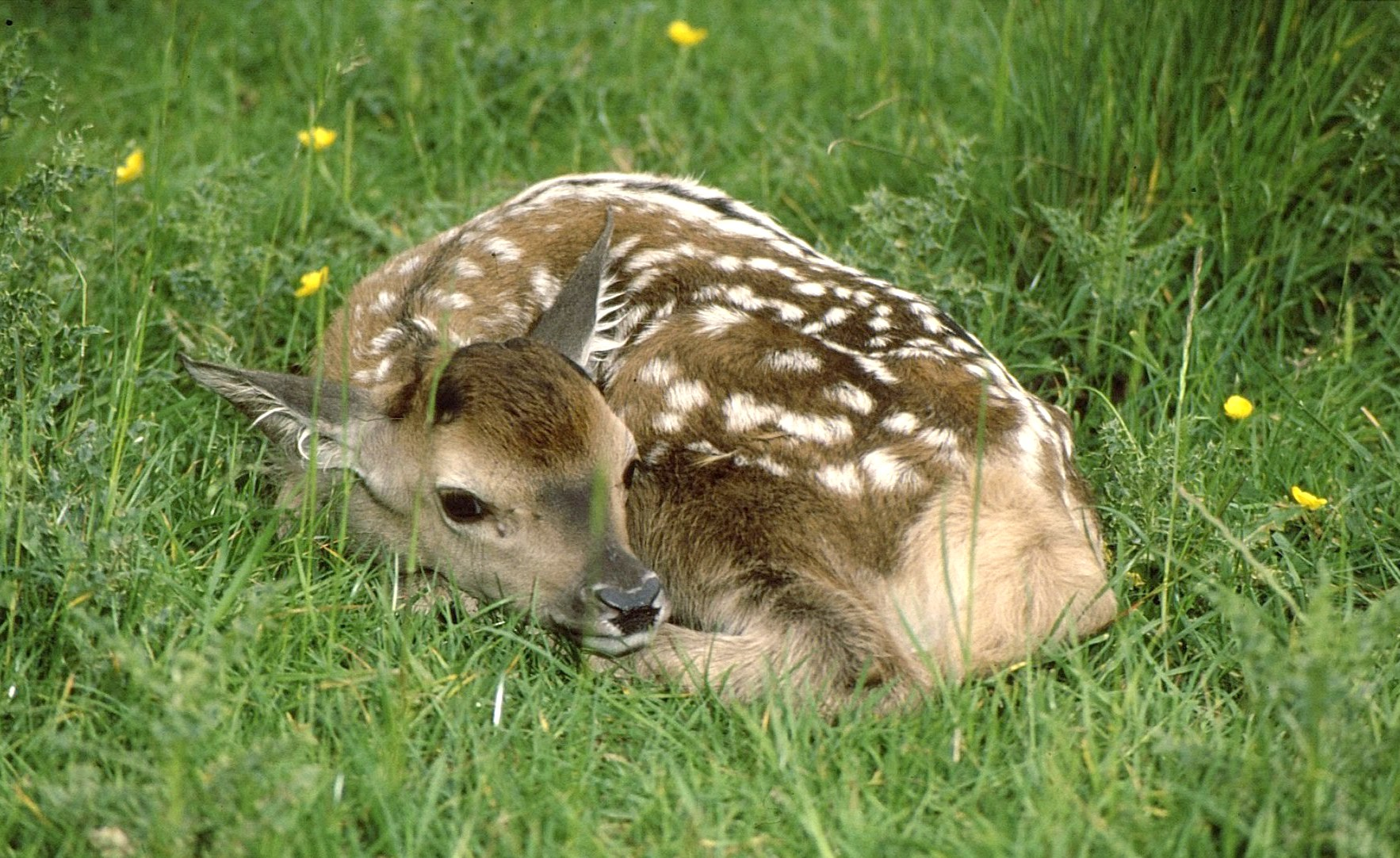
Оленёнок прячется в траве

Самцы готовы к размножению в 2-3-летнем возрасте. Но более взрослые и сильные самцы не подпускают их к самкам. Начинают принимать участие в размножении и собирают гаремы самцы в 5-6-летнем возрасте. Самки становятся половозрелыми раньше — к 14-16 месяцам, но, как правило, приносят первого оленёнка к трем годам, как исключение на втором году жизни. Беременность длится 8,5 месяцев (193—263 дня у молодых самок и 228—243 у взрослых животных), оленята рождаются в период с середины мая и до середины июля. Отёл происходит в укромных местах. Самки рожают, как правило, одного оленёнка, редко двух. Окраска маленьких оленят пятнистая, помогающая им маскироваться. На первых порах это основная защита детёнышей. Самостоятельно питаться они начинают в возрасте одного месяца, но параллельно с травой они сосут молоко матери, иногда до годовалого возраста.
Через год у молодых самцов начинают появляться на лбу бугорки, которые позже превратятся в роскошные рога. Хотя первые рога не будут иметь разветвлений и весной будут сброшены. С каждым последующим годом количество отростков на рогах будет увеличиваться, а сами рога будут становиться мощнее и сильнее. Наибольших размеров они достигают в возрасте самцов от 5 до 12 лет, потом они становятся с каждым годом меньше, слабее, уменьшается количество отростков. Рога сбрасываются в марте-апреле, иногда, в тёплые зимы, — в январе-феврале. Окостенение пантов происходит в июле — августе.
Общая продолжительность жизни благородного оленя составляет около 20 лет.
Природным врагом благородного оленя прежде всего является волки. Как правило, взрослого оленя сложно добыть одному хищнику, с крупной особью справляется только стая. Защищаются олени с помощью копыт, а самцы ещё и рогами. Также охотятся на оленей тигр, леопард (в Новом Свете — пума), росомаха, рыси и медведи. В основном добычей хищников являются молодые оленята или ослабленные и больные особи.

## Хозяйственное значение
Издревле человек охотился на благородного оленя как и для добычи мяса, шкуры и пантов, так и с целью развлечения. В результате бесконтрольной охоты к началу XX века на ряде территорий, включая Россию, естественные популяции благородного оленя были истреблены. В СССР в середине XX века в результате реакклиматизации были восстановлены как и исторический ареал, так и численность популяций благородного оленя (хотя часто программа по реакклиматизации проводилась без учёта подвидовой принадлежности, а также принадлежности животных к вапити). Сейчас охота на благородного оленя во многих местах запрещена, животные находятся под охраной как редкие. В 2014 году в России благородный олень был внесён в реестр сельскохозяйственных животных и благодаря усилиям фермеров его численность и ареал растут. Но во многих странах Европы данный вид не находится под угрозой, и его популяция стабильна, и даже нуждается в селекции.
Благородный олень включён в список самых опасных инвазивных видов по версии Международного союза охраны природы. Наибольшую опасность благородный олень несёт в Южной Америке, где с ним конкурирует за питание редкий южноандский олень, а также, вероятно, гуанако. В Аргентине благородные олени распространились по многим национальным паркам. В отдельных регионах благородный олень не дает восстанавливаться популяциям местных видов растений, особо активно употребляемых им в пищу, влияя таким образом на количественный состав природных растительных сообществ.
В настоящее время каких-либо специальных мер по искоренению популяций благородного оленя в Южной Америке не предпринимается, хотя он служит одним из объектов трофейной охоты в Аргентине.

## В культуре

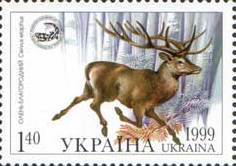
Олень на почтовой марке

### В геральдике
Изображение благородного оленя используется на гербах многих городов. Благородный вид, красота сделали это животное популярным в геральдике.